# Pennsylvania Station
För andra betydelser, se Pennsylvania Station (olika betydelser).
Pennsylvania Station, mer känd som Penn Station, är en järnvägsstation på Manhattan i New York som är belägen under inomhusarenan Madison Square Garden. Den trafikeras av såväl pendeltåg (NJ Transit och LIRR) som fjärrtåg (Amtrak).
Stationen har runt 600 000 passagerare per dag (påstigningar plus avstigningar) och ungefär 108 miljoner passagerare årligen. Det är den mest trafikerade stationen i hela Nordamerika. Jämfört med Stockholm C har den över tre gånger så många resenärer.
Den ursprungliga stationen från 1910 revs 1963 och började återuppbyggas 1964. 1968 invigdes den station som finns kvar än idag.

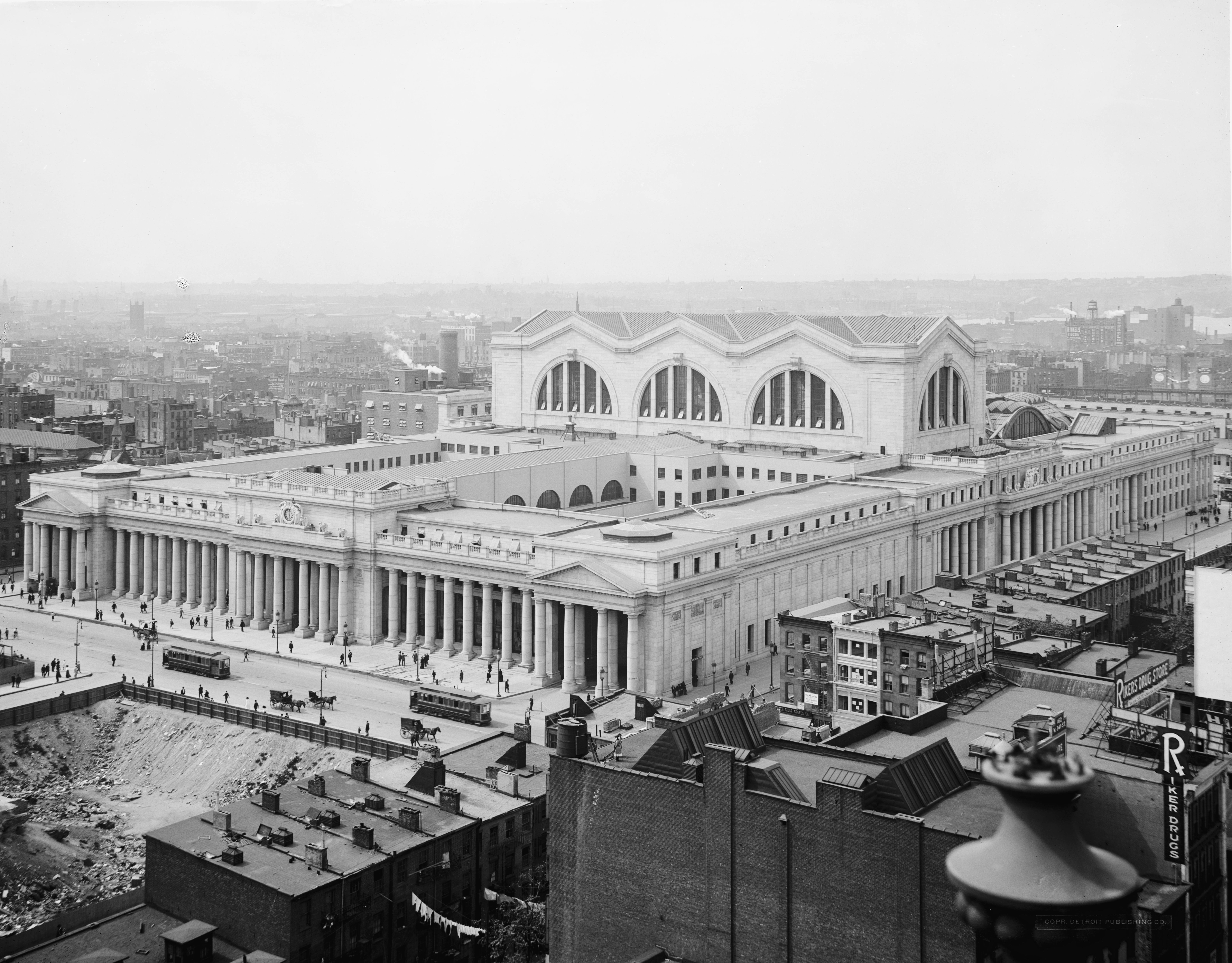
Gamla Penn Station
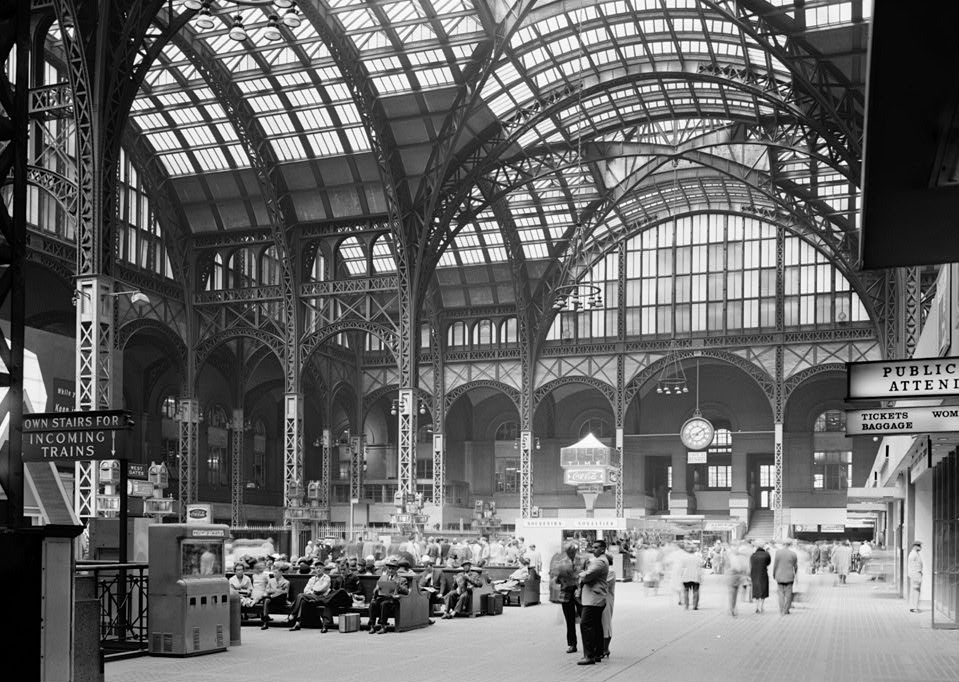
Gamla Penn Station från 1910
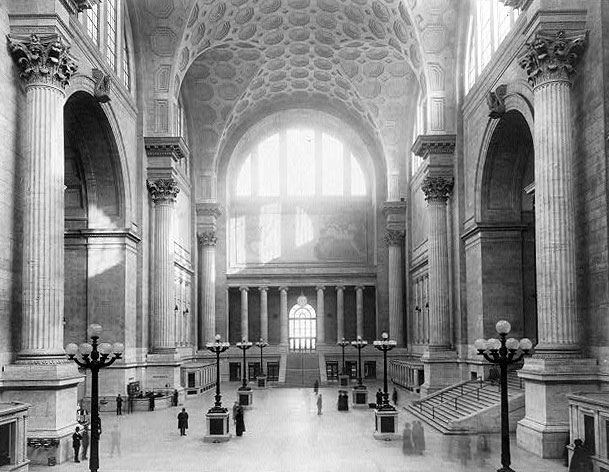
Vänthallen gamla stationen
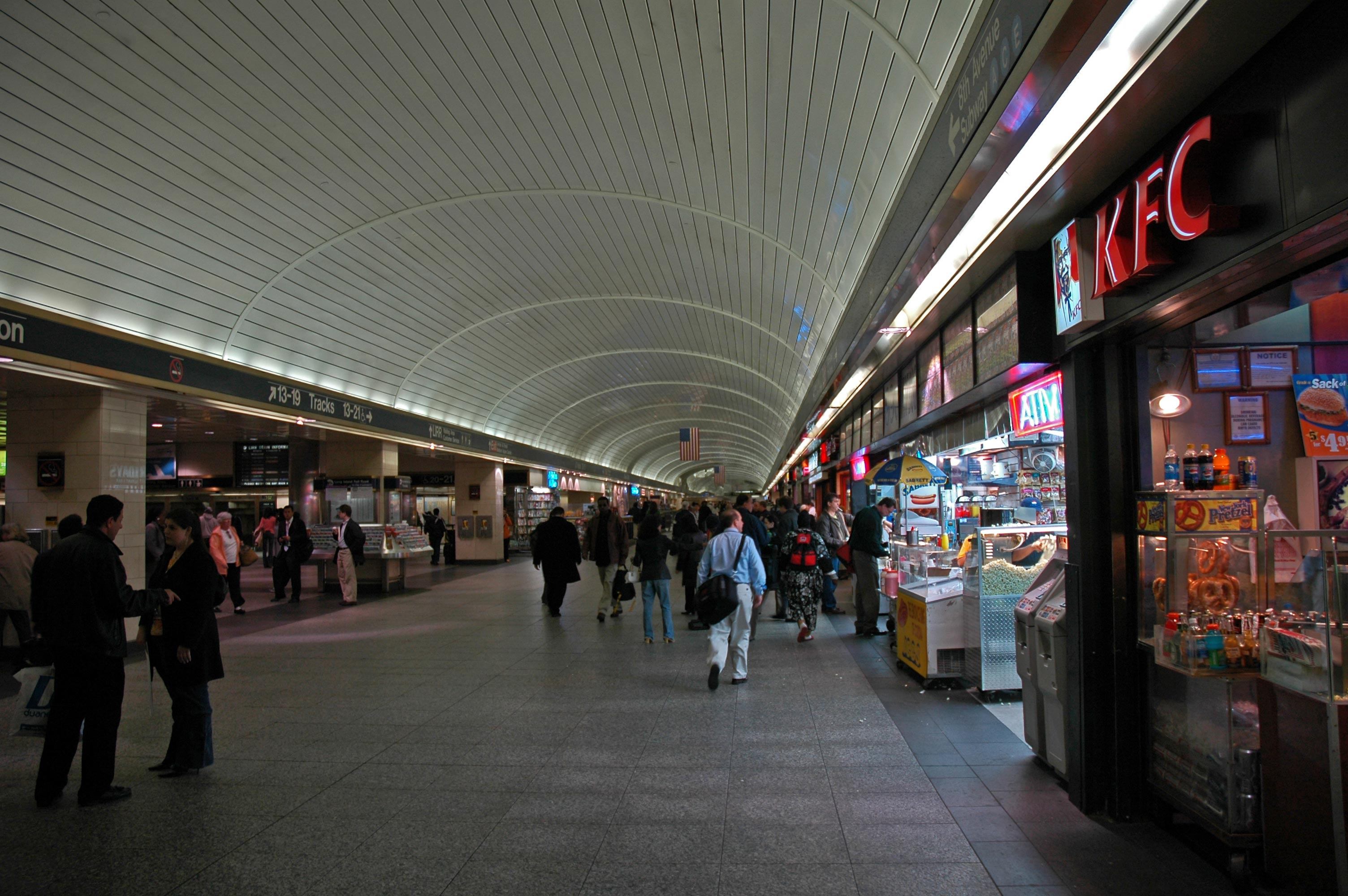
Tunneln till Long Island Railroad
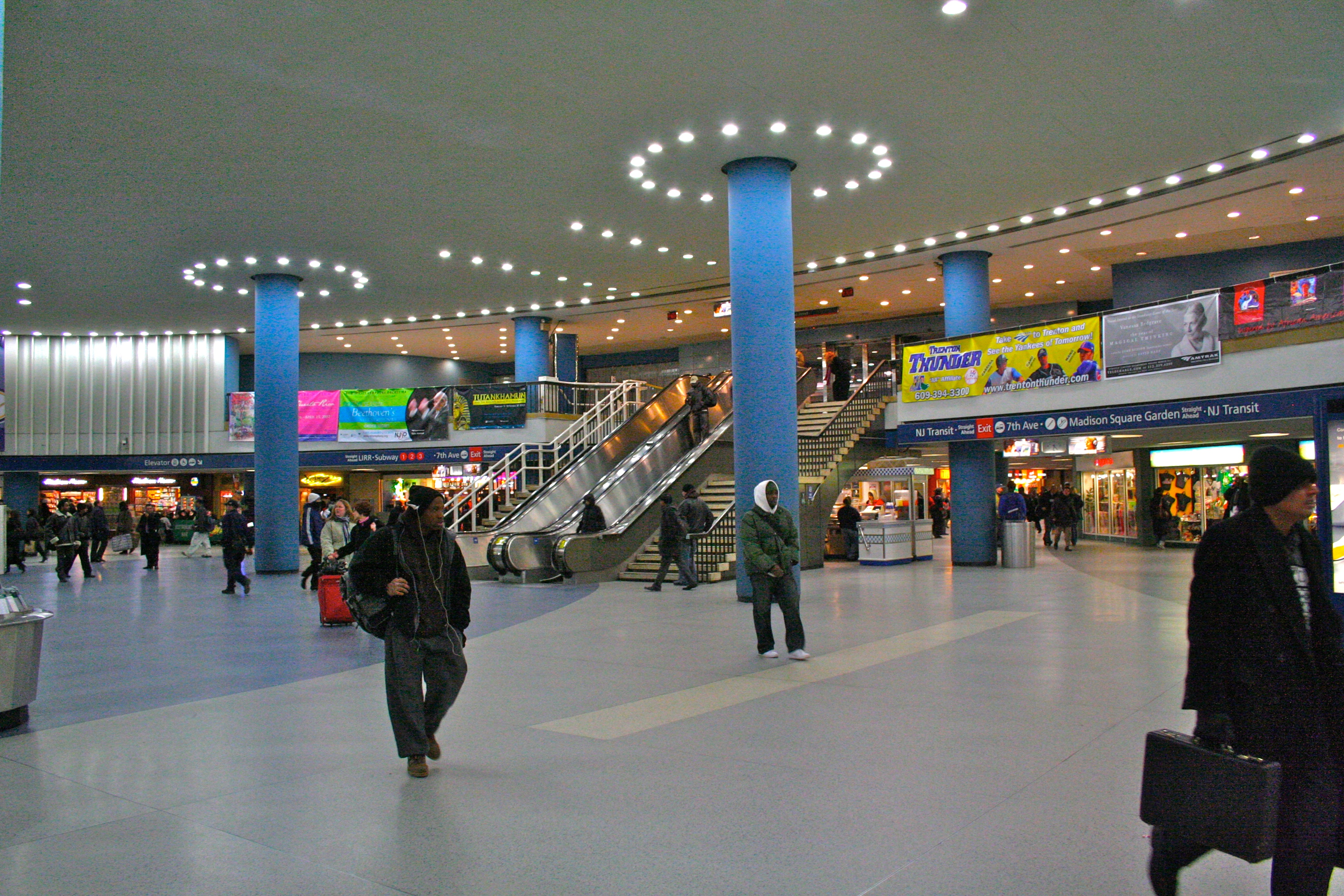
Penn Station från 1968
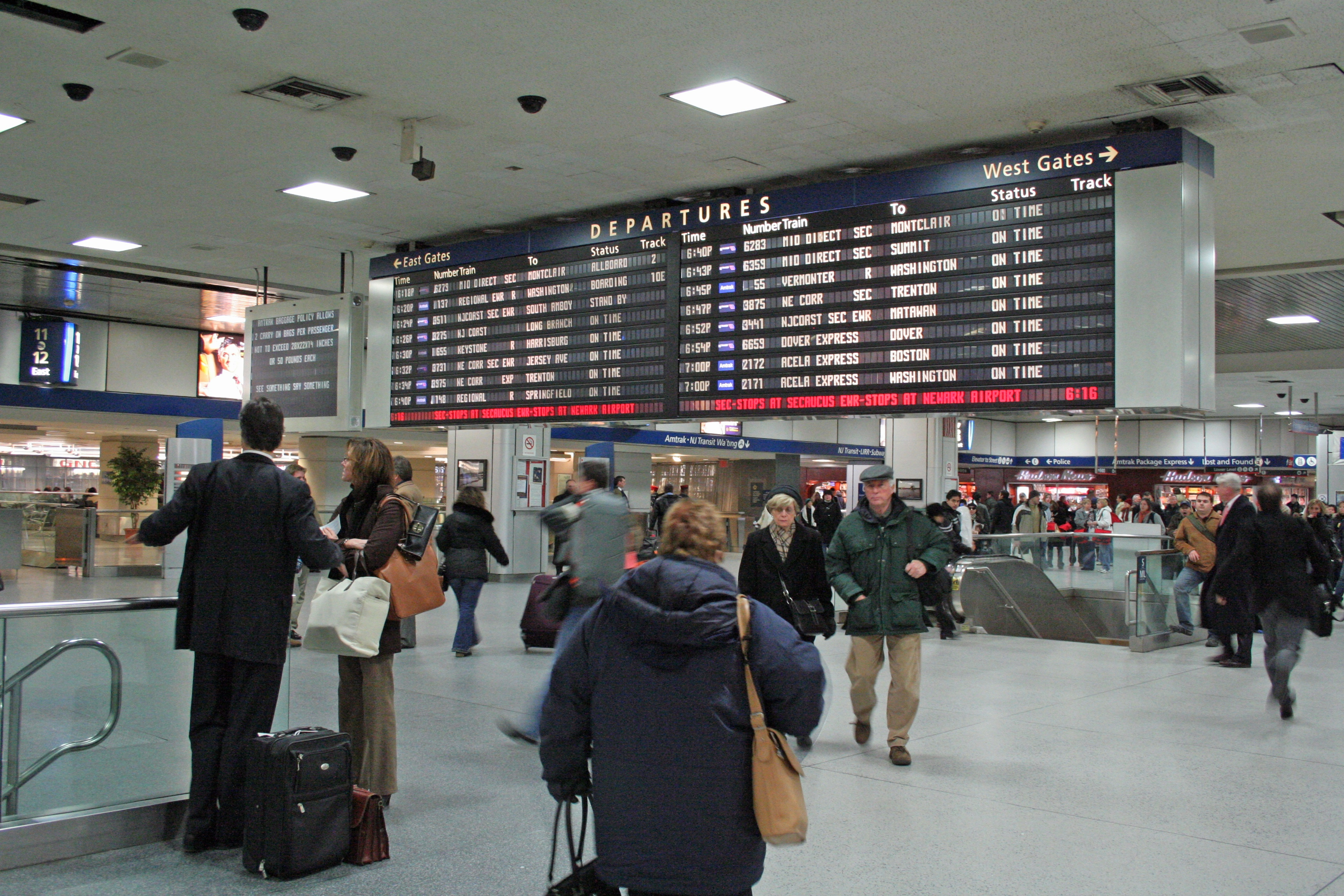
Penn Station från 1968

## Tunnelbanestationer
Penn station har två olika tunnelbanestationer som ligger skilda från varandra och trafikeras av New Yorks tunnelbana. På östra sidan av Penn Station ligger tunnelbanestationen 34th Street – Penn Station från 1917 på Broadway – Seventh Avenue Line. På västra sidan av stationen ligger 34th Street – Penn Station från 1932 på Eighth Avenue Line. I närheten finns även busstation (PABT). 

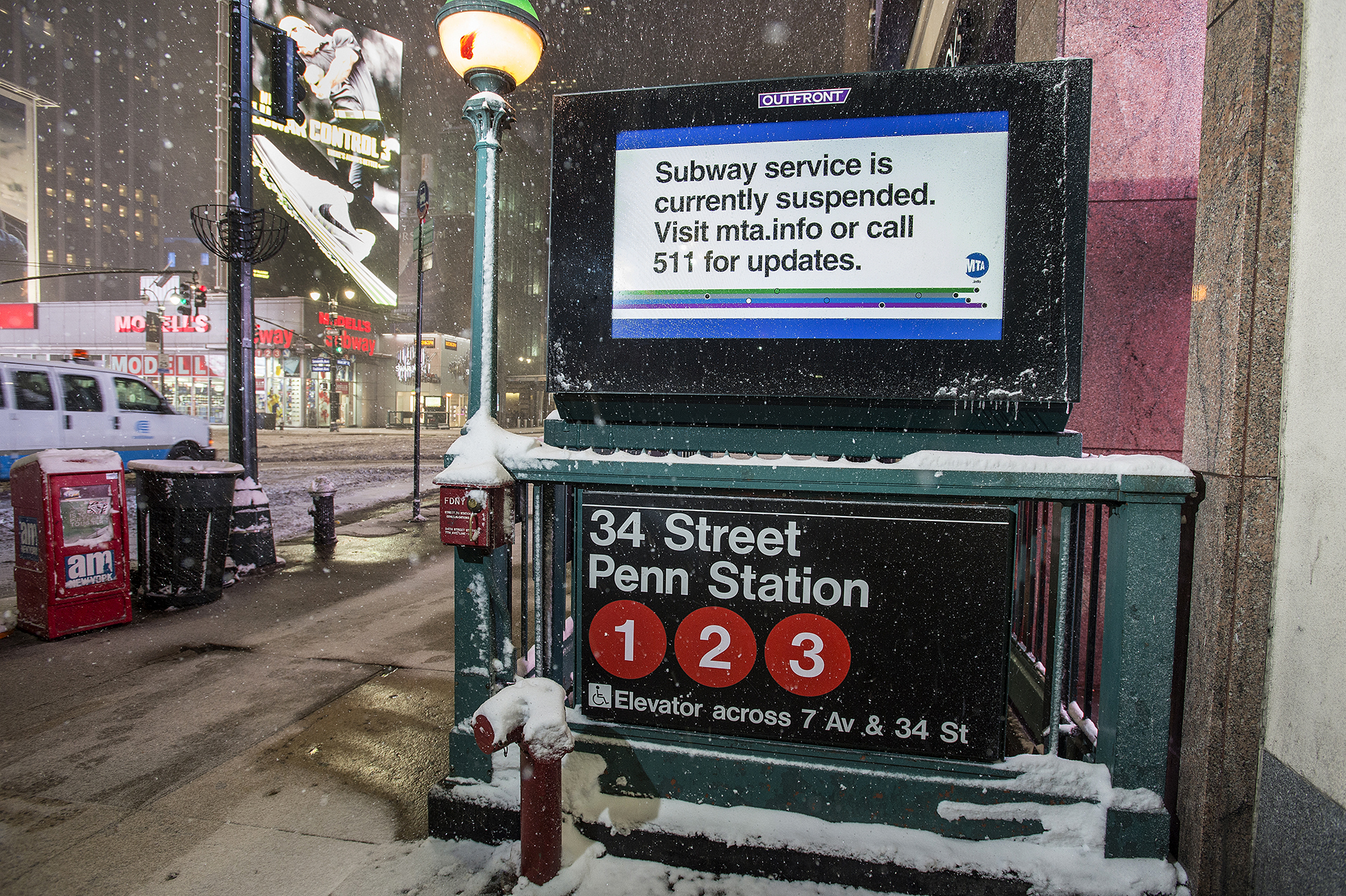
Entré linje 1, 2, 3 Broadway – Seventh Avenue Line
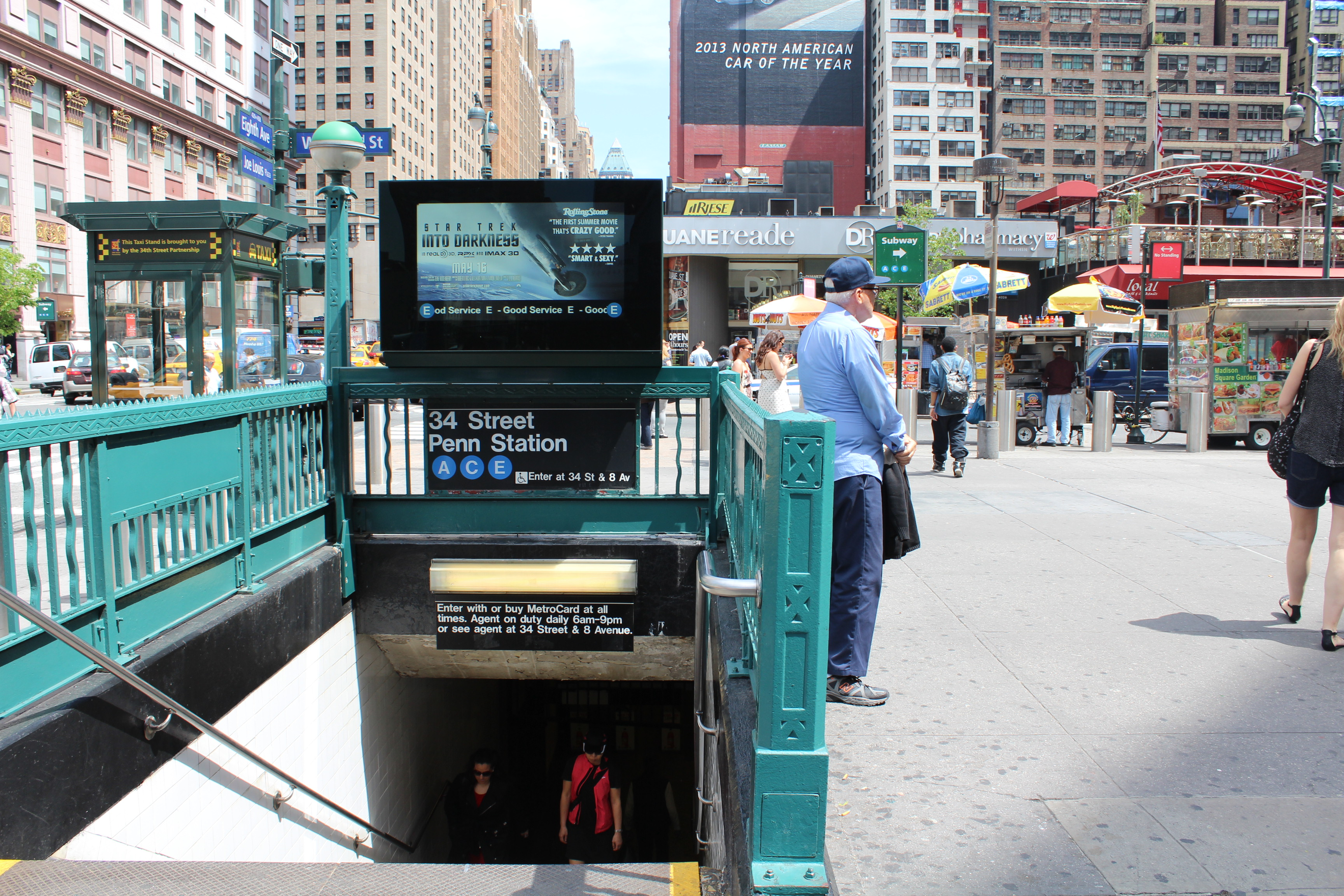
Entré linje A, C, E Eighth Avenue Line
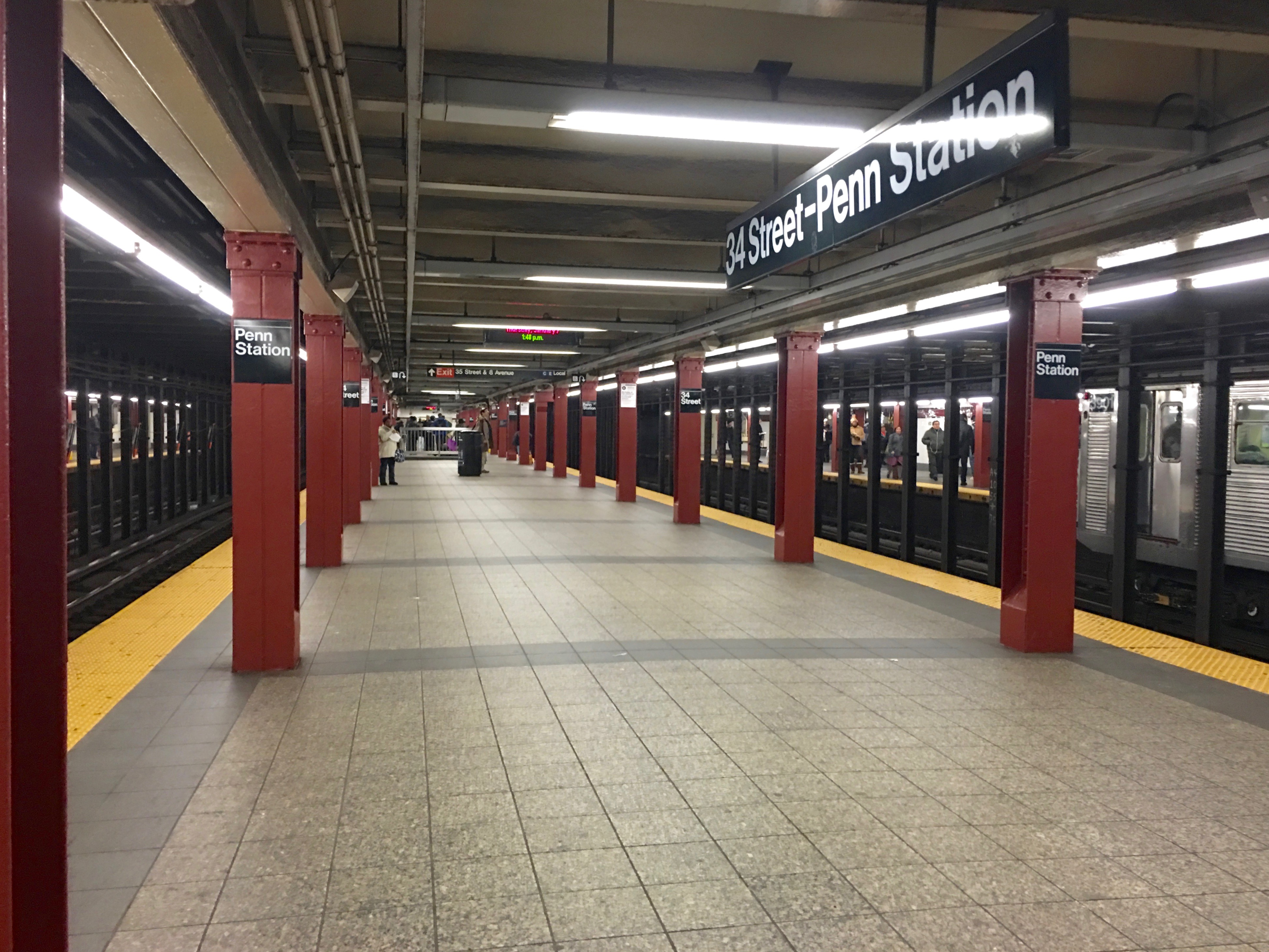
Eighth Avenue Line